# Schenkendorf (Mittenwalde)

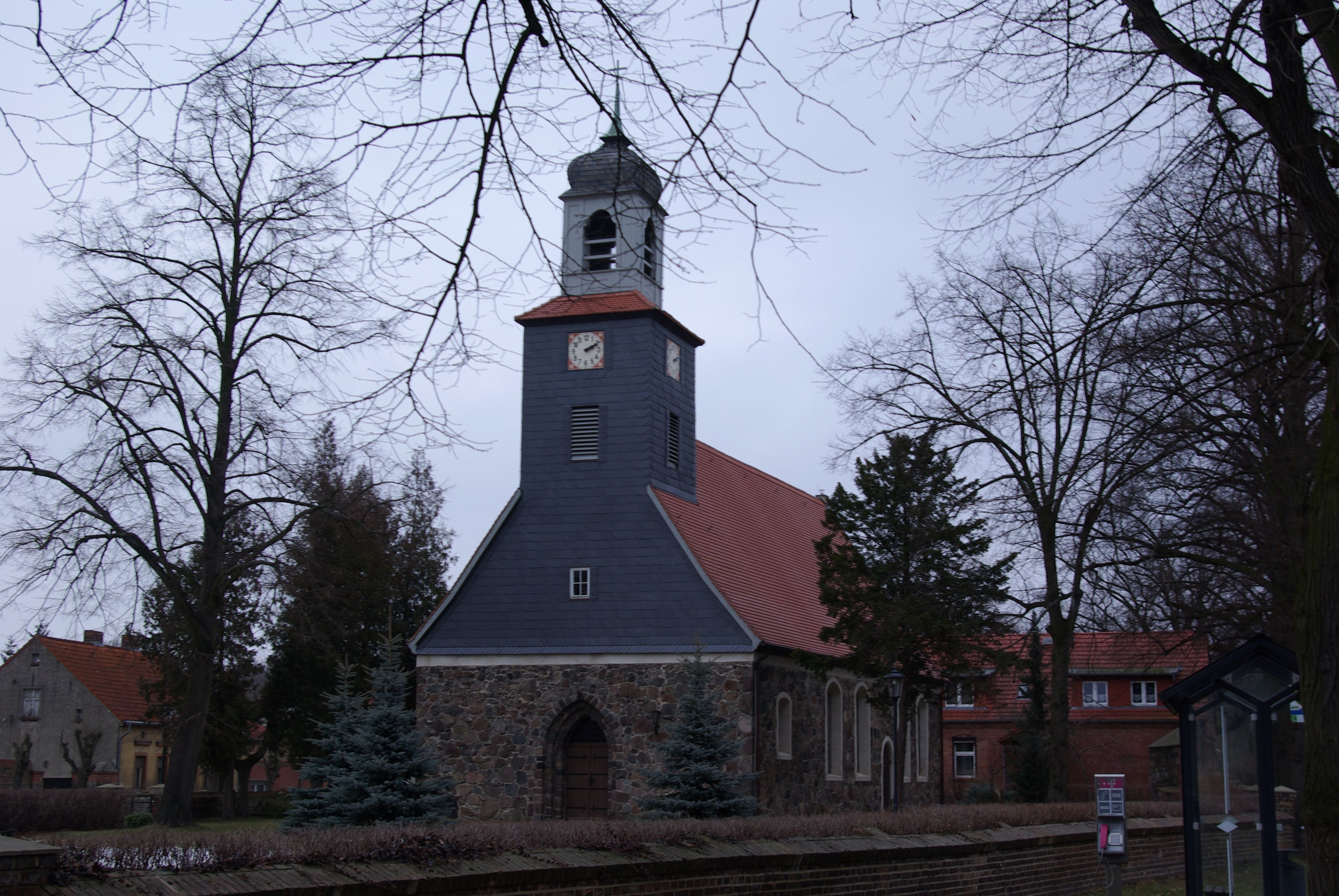
Dorfkirche in Schenkendorf

Schenkendorf ist ein bewohnter Gemeindeteil im Ortsteil Schenkendorf-Krummensee von Mittenwalde im Landkreis Dahme-Spreewald im Bundesland Brandenburg der Bundesrepublik Deutschland.

## Lage
Schenkendorf liegt vor der südöstlichen Stadtgrenze von Berlin und östlich der A 13. Westlich des Ortes liegt Mittenwalde, nordwestlich grenzt es an Ragow, und östlich liegt Königs Wusterhausen. Direkt nördlich verläuft die Notte, die unmittelbar hinter Königs Wusterhausen in die Dahme mündet.

## Geschichte

### 14. bis 17. Jahrhundert
Das Sackgassen- oder Runddorf wurde 1375 erstmals im Landbuch Karls IV. urkundlich als Schenkendorpp prope Wusterhuse, Schenkendorff prope Wusterhusen und damit im Besitz des Ritters Heinrich Senke von Schenkendorf erwähnt. Es war vor 1375 ein Bestandteil („Zubehör“) der Herrschaft Wusterhusen und 35 Hufen groß. Davon entfielen zwei auf den Pfarrer sowie eine Hufe auf die Kirche. Weitere vier Hufen standen dem Schulzen zu. Es gab bereits einen Krug sowie weitere 14 Kötterhöfe. 1463 war es weiterhin im Besitz der Herrschaft Wusterhusen. Im Dorf lebten drei erbliche Dreihufner, ein erblicher Zweieinhalbhufner sowie ein erblicher Zweihufner. Weiterhin wurden zwei Köttererben und ein Küstererbe genannt, die ihre Abgaben nicht an die Herrschaft, sondern an das Domkapitel Lebus entrichten mussten. Vor dem Dreißigjährigen Krieg gab es 1625 im Ort sechs Hufner und vier Kötter, die 19 Hufen bewirtschafteten. Im Krieg wie viele vergleichbare Orte schwer verwüstet, lebten 1652 lediglich noch der Schulze mit einem Stiefsohn sowie fünf Bauern im Ort. 1657 kam der Ort in Besitz derer von Loeben, zunächst wiederverkaufsweise, später erblich. Zu dieser Zeit erschien auch erstmals ein Rittergut, ein Vorgänger des späteren Schlosses Schenkendorf.

### 18. Jahrhundert

Karte von Schenkendorf und Krummensee (um 1800)

Im Jahr 1705 gab es das Rittergut Schenkendorf mit einem Wohnhaus und einem Lustgarten. Zum Gut gehörten 12 Ritterhufen, im Dorf bestanden 19 Bauernhufen. Die Landwirte besaßen die Schäfereigerechtigkeit samt Schäferhaus. Es gab ein Brauhaus sowie dreieinhalb bewohnte, aber auch (noch?) zweieinhalb unbesetzte Kötterhöfe sowie einen Hirten. 1711 lebten in Schenkendorf fünf Hufner, vier Kötter sowie der Hirte. Erstmals erschien ein Schmied. Alle leisteten für jede Hufe je vier Groschen an Abgaben. 1717 kam das Dorf zur Herrschaft Königs Wusterhausen. Im gleichen Jahr wurde von einem „freiherrlichen Hof“ berichtet. Die Ritterhufen gaben vier Wispel und zwölf Scheffel Roggen, drei Wispel und 18 Scheffel Gerste sowie 18 Scheffel Hafer und sechs Scheffel Erbsensaat. Die Schäferei mit Hammelställen in Pätz und Krummensee hatte die Erlaubnis, bis zu 1000 Tiere zu halten. Es gab 24 Kühe und 20 Haupt Güstevieh, mittlerweile unfruchtbar gewordene, weibliche Tiere. Im Dorf lebten drei Bauern, sechs Kötter, der Schäfer, neun Hausleute, der Hirte und der Schmied. Insgesamt waren zwölf Bauernhöfe wüst, die von fünf Köttern genutzt werden durften. 1745 bestanden in Schenkendorf fünf Bauernhöfe, vier Kötterhöfe, ein Krug sowie das Vorwerk Marienhof. Im Jahr 1771 bestanden in Schenkendorf neun Giebel (=Wohnhäuser). Es gab eine Schmiede, den Hirten, den Schäfer, einen Großknecht und einen Kleinknecht sowie einen Mittelknecht. Sie gaben für 19 Hufen je vier Groschen Abgaben.

### 19. Jahrhundert

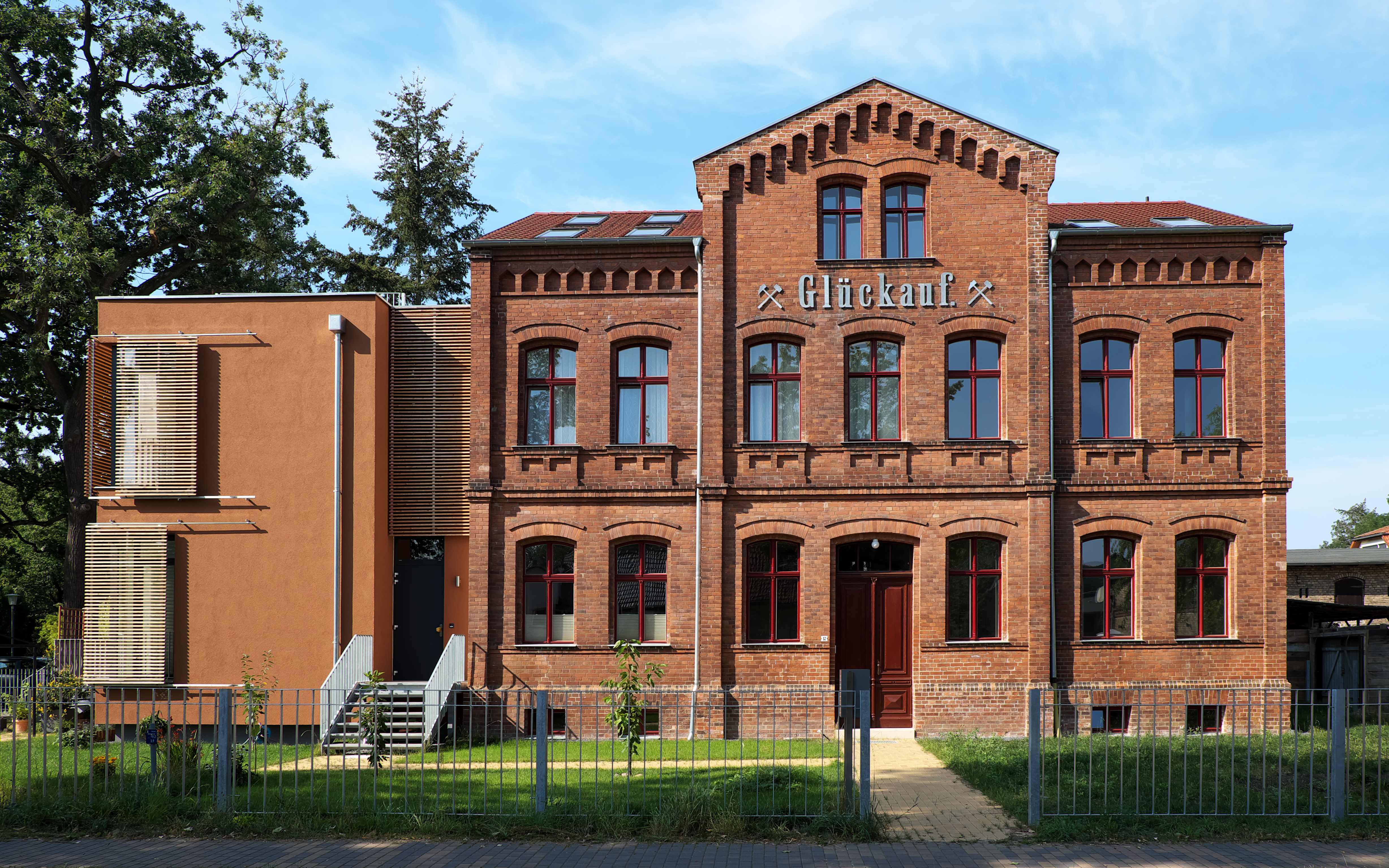
Verwaltungsgebäude der Kohlengrube

Im Jahr 1801 lebten im Ort neun Ganzbauern, zwei Büdner, sieben Einlieger sowie der Schmied und der Krüger. Das Rittergut war 13 Hufen, das Dorf 19 Hufe groß. Zusammen gab es 26 Feuerstellen (=Haushalte). Ab 1812 war Schenkendorf Tochterkirche von Königs Wusterhausen, zuvor Mutterkirche. Schenkendorf entwickelte sich nur langsam und so stieg die Anzahl der Wohngebäude im Jahr 1840 auf 21 Gebäude. 1858 gab es im Dorf zehn Hofeigentümer, die 13 Knechte und Mägde beschäftigten. Weiterhin gab es acht nebengewerbliche Landwirte, die zwei Mägde beschäftigten. In Schenkendorf lebten 32 Arbeiter. Es gab 18 Besitzungen: zehn waren zwischen 30 und 300 Morgen groß (zusammen 1334 Morgen), acht waren unter fünf Morgen (zusammen 23 Morgen). Mittlerweile hatten sich auch einige Gewerke angesiedelt. Es gab einen Schuhmachermeister, einen Schneidermeister, zwei Zimmergesellen, drei Maurergesellen, einen Grobschmiedemeister sowie einen Krug, aber auch drei Arme. Im Rittergut sowie im Vorwerk mit 2042 Morgen Größe gab es einen Pächter mit zwölf Knechten und Mägden sowie 40 Tagelöhnern und einem Bedienten. 1860 war der Gebäudebestand aus zwei öffentliche, 21 Wohn- und 37 Wirtschaftsgebäude im Dorf sowie sechs Wohn- und 14 Wirtschaftsgebäude im Gut angewachsen. Im Jahr 1874 entdeckte ein Brunnenbauer bei Schachtarbeiten Braunkohle, die sich nur ein bis zwei Meter unter der Erdoberfläche befand. Durch den Abbau erlebte der Ort einen wenn auch nur kurzen wirtschaftlichen Aufschwung. Eine Brikettfabrik Grube Centrum mit bis zu 66 m hohen Schornsteinen entstand, die jedoch bereits 1899 wieder geschlossen wurde. Die tiefer liegenden Schichten hätten nur mit einer teuren Wasserhaltung erschlossen werden können. Es gründete sich eine Aktiengesellschaft, der auch Werner von Siemens im Mai 1883 beitrat. Unter seiner Leitung wurden Röhren in den Boden getrieben, die das Grundwasser vereisten und so den Abbau der Braunkohle ermöglichten. Das technisch aufwendige Verfahren erwies sich in Schenkendorf jedoch als Kostentreiber. In dieser Zeit wurde im Jahr 1894 eine Kleinbahn betrieben, die jedoch kaum Gewinn abwarf und den Betrieb daher bereits nach kurzer Zeit wiedereinstellte. Nachdem die Förderung eingestellt worden war, stieg auch der Grundwasserspiegel im südlich gelegenen Krummen See wieder auf Normalpegel an.

### 20. Jahrhundert

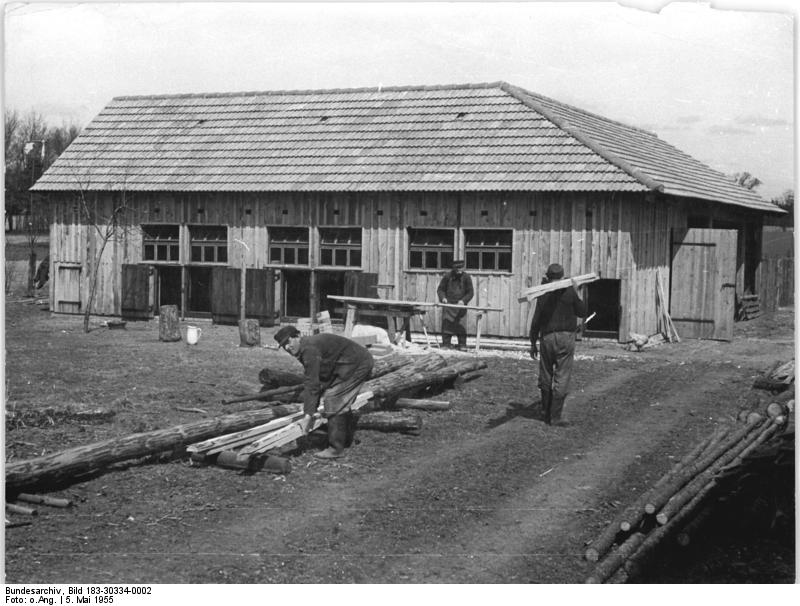
Bau eines Stalls, 1955

Im Jahr 1900 gab es im Dorf 59 und im Rittergut fünf Häuser. Der Bestand wuchs auf 79 Wohnhäuser im Jahr 1931 an. 1928 wurde der Gutsbezirk mit der Gemeinde vereinigt. Dadurch entstand die Exklave Marienhof zwischen Krummensee, Großbesten und Gallun, die 1932 nach Krummensee kam. Im gleichen Jahr bestand die Gemeinde aus den Wohnplätzen Am Krummensee und Forsthaus Schenkendorf.
Nach dem Zweiten Weltkrieg wurden die Gutsbesitzer enteignet und von den 484 Hektar Fläche 69 Hektar neu aufgeteilt. 125 Bauern erhielten gerade einmal 30 Hektar, vier weitere 15 Hektar. Weitere 15 Bauern bekamen zusammen 152 Hektar; 10 Altbauern wurden auf 33 Hektar aufgestockt. 1950 bestand Schenkendorf aus dem Dorf sowie den Wohnplätzen Am See und Forsthaus. Zwei Jahre später gründete sich eine LPG vom Typ I mit elf Mitgliedern und 64 Hektar Fläche. Sie wurde 1955 in eine LPG Typ III umgewandelt. Diese bestand 1960 fort, hatte mittlerweile 62 Mitglieder und 399 Hektar Fläche. 1967 wurde die LPG Krummensee Typ I angeschlossen.
Schenkendorf wurde am 26. Oktober 2003 nach Mittenwalde eingemeindet. Am 15. Juni 2017 wurden der Ortsteil in Schenkendorf-Krummensee umbenannt und Schenkendorf wurde zu einem bewohnten Gemeindeteil herabgestuft.

## Bevölkerungsentwicklung
| Jahr      | 1734 | 1772 | 1801 | 1817 | 1840 | 1858                                  | 1895 | 1925 | 1939 | 1946 | 1964 | 1971 |
| Einwohner | 149  | 146  | 165  | 135  | 152  | Dorf: 195 und Gut: 81 ohne Mariendorf | 1360 | 1307 | 991  | 982  | 936  | 1156 |

## Kultur und Sehenswürdigkeiten

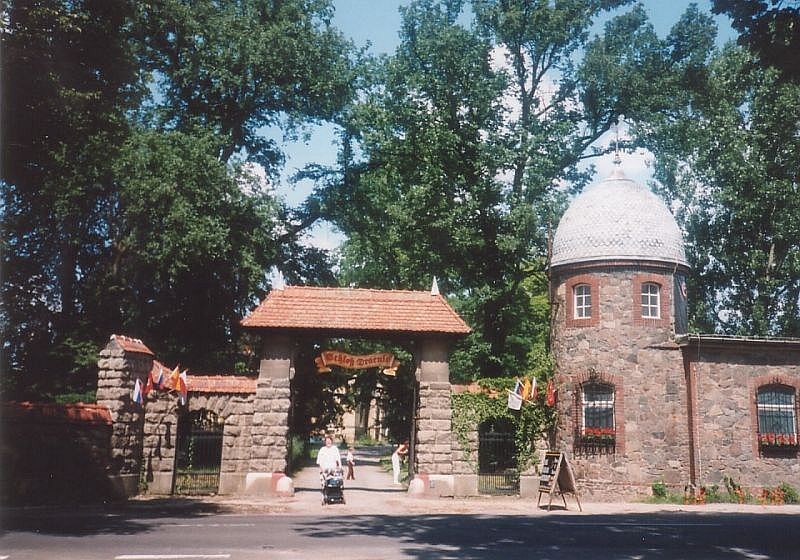
Eingang des Schlossparks

- Die evangelische Dorfkirche Schenkendorf entstand vermutlich Ende des 14., Anfang des 15. Jahrhunderts. Die Feldsteinkirche wurde in den Jahren 1662 bis 1669 erheblich umgebaut. In seinem Innern befinden sich ein Altarretabel und eine Kanzel aus dem 17. Jahrhundert sowie ein Schnitzaltar aus dem Jahr 1516. Er zeigt im geöffneten Zustand die Mondsichelmadonna, während im geschlossenen Zustand Nikolaus von Myra und Apollonia von Alexandria zu sehen sind.
- Schloss Schenkendorf
- Naturschutzgebiet Sutschketal
- Durch den Ort führt der Hofjagdweg, eine 63 km lange Verbindung von Lübben nach Königs Wusterhausen.
- Im Ort werden Wanderungen mit Lamas und Alpakas angeboten.

## Verkehr
Schenkendorf liegt an der Bahnstrecke Königs Wusterhausen–Töpchin.